# Ердег (мађарска митологија)
Ердег (мађ. Ördög, старомађарски Ürdüng) је демонско створење из мађарске митологије које мења облик и раног мађарског паганизма које контролише мрачне и зле силе света. После примања хришћанства поистовећено је са ђаволом. У мађарској митологији се често каже да је Бог (Иштен на мађарском) имао помоћ од Ердега приликом стварања света.
Често се сматра да Ердег изгледа помало као сатир или фаун, хуманоид са горњим делом торза човека и доњим деловима козе, обично је црне боје, са исцепаним копитима, роговима налик овну, дугим репом који се завршава сечивом; а он носи виле. Такође се може разликовати по превеликом фалусу.
Ердег обитава у подземљу или паклу (Pokol на мађарском), непрестано мешајући огроман котао испуњен душама оних који су живели у греху (међутим, неизвесно је да ли је подземни свет у прехришћанској мађарској митологији сматран местом казне или не , пошто се његово именовање као Покол развило после христијанизације). Када ипак дође на земљу, према неким легендама, крије се у зидовима жртава и производи суптилне звукове који звуче високо, па чак и шкрипаво. У другим легендама, када дође на земљу, поприма облик лисице, тамног пламена или мађарског пастира тамних, светлуцавих очију. Његова навика је да се клади са људима да види да ли ће се покварити. Његов дугорочни циљ је да прикупи више људских душа (lelkek на мађарском).
Поред свог добро познатог лика у хришћанству, ердег се у мађарском народном веровању појављује као верзија утваре, која се у источњачким језицима назива љубавником ђавола, или једноставно ђаво. Слично инкубусима, сукуб створењима, има облик од жене и претвара се у мушкарца (ово је чешћа верзија) или од мушкарца се претвара у жену. Може се препознати по гушчјим или коњским ногама. Лети у многим верзијама и прска ватру у лету.